# Media resource locator
Un media resource locator (MRL) è un URL che serve ad identificare univocamente una risorsa multimediale. Viene usato dai lettori multimediali VLC media player, Xine e dalle API (Application programming interface) di Java Media Framework (JMF).
| Lettore multimediale | Esempi | Collegamento esterno (in inglese) |
| -------------------- | --- | --------------------------------- |
| VLC                  | dvd://[<device>][@<raw device>][@[<title>][,[<chapter>][,<angle>]]] vcd://[<device>][@{E\|P\|E\|T\|S}[<number>]] http://<server address>[:<server port>]/[<file>] rtsp://<server address>[:<server port>]/<stream name> | VLC MRL syntax                    |
| Xine                 | dvd:/[<DVD_image>\|<device_name>][/<title>.<part>] vcd://[<CD_image>\|<device_name>][@[letter]<number>] | Xine MRL grammar                  |